# Тайны следствия
«Та́йны сле́дствия» — российский детективный телевизионный сериал, запущенный 1 сентября 2000 года. Рассказывает о трудовых буднях и личной жизни петербургского работника прокуратуры, позже — следственного комитета Марии Сергеевны Швецовой и её коллег.
С 2000 по 2024 годы вышло 24 сезона сериала, включающих в себя 204 фильма (412 серий).

## Производство
Начальные серии являются экранизацией детективных романов писательницы Елены Топильской, бывшего сотрудника прокуратуры. Также она выступала сценаристом первых 8 сезонов фильма.
Сериал производства студии «Панорама» по заказу ООО «Новый русский сериал» (с 2000 по 2007 год), затем — кинокомпании «Форвард-фильм» (с 2008 по 2016 год), ООО «Кинопроизводственный центр» и ООО «Прогресс-Студия».
Съёмки сериала проходили с 2000 по 2009 год, затем были возобновлены в 2010 году.
Премьера первых серий состоялась 1 сентября 2000 года на российском телеканале «НТВ». Премьера первого сезона целиком состоялась 4 сентября 2001 года на телеканале «1+1» (Украина) и 1 ноября того же года на российском телеканале «ТВ-6».
В 2022 году сериал «Тайны следствия» обогнал рекорд сериала «Улицы разбитых фонарей» как самый продолжительный сериал в истории российского телевидения по времени в эфире, но не по количеству серий.
Съёмки 22 сезона сериала проходили с 8 июня по 20 сентября 2022 года. Премьерный показ 22 сезона стартовал на телеканале «Россия-1» 5 декабря.
Премьерный показ 23 сезона стартовал на телеканале «Россия-1» 18 декабря 2023 года. Премьерный показ 24 сезона начался на телеканале «Россия-1» 9 декабря 2024 года.

## В ролях

### Работники полиции и прокуратуры, адвокаты
| Актёр                | Роль |
| -------------------- | --- |
| Анна Ковальчук       | Мария Сергеевна Швецова (1—24 сезоны) юрист первого класса, в 1-м сезоне — младший советник юстиции/подполковник юстиции; старший следователь прокуратуры Центрального района России по Санкт-Петербургу, во 2-м сезоне — помощник прокурора по уголовно-судебному надзору, с 3-го по 7-й сезон — заместитель прокурора по надзору за следствием, с 8-го по 12 серию 16-го сезона и с 15 серии 17-го сезона — старший следователь по особо важным делам СК России по Центральному (с 9-го сезона — Заневскому) району Санкт-Петербурга, с 16-го сезона по 14 серию 17-го сезона — адвокат |
| Александр Новиков    | Фёдор Михайлович Курочкин (1—24 сезоны) оперуполномоченный ОУР РУВД/УМВД России по Центральному (с 9-го сезона — Заневскому) району; с 1-го по 18-й сезон — капитан полиции, с 19-го сезона — майор полиции |
| Андрей Шарков        | Леонид Панов (1—24 сезоны) судмедэксперт |
| Вячеслав Захаров     | Виктор Иванович Ковин (1—9, 12—24 сезоны) с 1-го по 9-й сезон — прокурор Центрального района России по Санкт-Петербургу, старший советник юстиции, с 12-го по 23-й сезон — начальник СУ СК России по Заневскому району Санкт-Петербурга; полковник юстиции, с 24-го сезона пенсионер |
| Сергей Юшкевич       | Алексей Дмитриевич Горчаков (24 сезон) — начальник СУ СК России по Заневскому району Санкт-Петербурга; полковник юстиции |
| Сергей Барышев       | Владимир Васильевич Винокуров (1—11 сезоны) начальник ОУР РУВД России по Центральному (с 9-го сезона — Заневскому) району Санкт-Петербурга; капитан, позже майор |
| Юлия Яковлева        | Зоя Яковлева (1—10, 12—17, 25 сезоны) секретарша Ковина |
| Эмилия Спивак        | Евгения Анатольевна Винокурова (1—8 сезоны) с 1-го по 2-й сезон — следователь прокуратуры, с 3-го по 8-й сезон — адвокат |
| Игорь Григорьев      | Николай Петрович Филонов (1—12, 14, 16, 25 сезоны) следователь прокуратуры России, зональный прокурор, с 8-го по 11-й сезон — начальник СУ СК России по Центральному (с 9-го сезона — Заневскому) району Санкт-Петербурга; юрист 1-го класса/майор, позже младший советник юстиции/подполковник, с 17 серии 10-го сезона — полковник юстиции |
| Евгений Чудаков      | Иван Иванович Беляев (3—8 сезоны) старший следователь прокуратуры России, ветеран органов юстиции |
| Александр Шпилько    | Пётр Анисимович Буевич (3—10, 15—17 сезоны) следователь прокуратуры Центрального района России по Санкт-Петербургу и Ленинградской области, затем СКП/СК; в 17-м сезоне подполковник юстиции |
| Светлана Щедрина     | Ольга Владимировна Цветкова (2, 4—10, 15—20 сезоны) секретарь районного суда, затем следователь прокуратуры России по Центральному району Санкт-Петербурга, затем государственный обвинитель, впоследствии адвокат |
| Игорь Николаев       | Леонид Николаевич Кораблёв (1—2, 4—8, 12—24 сезоны) майор милиции/полиции, с 19-го сезона подполковник полиции; оперуполномоченный ОРБ России, с 12-го сезона — начальник ОУР УМВД России по Заневскому району Санкт-Петербурга |
| Владимир Акимов (✝️) | Иван Семёнович (1—8 сезоны) эксперт-криминалист |
| Дмитрий Поднозов     | Дмитрий Жиров (9—16 сезоны) эксперт-криминалист |
| Степан Пивкин        | Степан Квашня (17—22 сезоны) эксперт-криминалист |
| Ольга Павловец       | Людмила Андреевна Колонкова (11—17, 21—24 сезоны) следователь СК России |
| Наталья Фиссон       | Елена Милашко (16—17 сезоны) начальник адвокатской конторы, в которой работает Швецова |
| Татьяна Левина       | Наталья Белова (17—18 сезоны) следователь СК России |
| Антон Ксенев         | Борис Шипов (17—19 сезоны) следователь СК России |
| Алексей Комашко      | Олег Платонов (19—24 сезоны) майор полиции; оперуполномоченный ОУР УМВД России по Заневскому району Санкт-Петербурга |
| Радмил Хайрутдинов   | Эльдар Калимулин (20 сезон) старший лейтенант полиции |
| Александр Канонец    | Аркадий Башмаков (23 сезон) эксперт-криминалист |

### Родственники, друзья, знакомые
| Актёр               | Роль                                                                                      |
| ------------------- | ----------------------------------------------------------------------------------------- |
| Злата Ильченко      | Злата (1—10, 12—14, 16—24 сезоны) дочь Швецовой                                           |
| Алла Довлатова      | Альбина Михайловна Крутицкая (1—3, 7 сезоны) подруга Швецовой                             |
| Александр Чевычелов | Андрей Павлович Перевалов (1—5, 7, 17 сезоны) муж/бывший муж Швецовой                     |
| Мирослав Малич      | Дмитрий Сергеевич Луганский (2—17, 21—22 сезоны) предприниматель, муж/бывший муж Швецовой |
| Олег Алмазов        | Антон Александрович Старосельцев (2, 4—14 сезоны) журналист, муж Зои                      |
| Галина Мамчистова   | Нина Фёдоровна Беляева (3—8 сезоны) жена Ивана Беляева                                    |

### Второстепенные роли
- Леонид Ворон (Кудряшов) — Алексей Ильич Горчаков, юрист первого класса/майор, старший следователь прокуратуры России (1 сезон)
- Александр Чабан (✝️) — Александр Струмин, судмедэксперт (1 сезон)
- Евгений Филатов — Юрий Юрьевич Щеглов, заведующий моргом (1, 4—5, 7—8 сезоны)
- Светлана Слижикова — Наталья Панова, судмедэксперт (1, 4—5, 7—8 сезоны)
- Вадим Романов — Валерий Степаненко, адвокат (1—2, 4—8 сезоны) / Анатолий Фенев (21 сезон)
- Владимир Глазков — Борис Борисович Уваров, адвокат (3—6 сезоны) / Игорь Прокофьев (20 сезон)
- Михаил Вассербаум — Александр Романович Стеценко, врач-стоматолог (1, 7 сезоны)
- Анатолий Журавин — Анатолий Нодарович Тубасов, начальник РУВД России по Центральному (с 9-го сезона — Заневскому) району Санкт-Петербурга (2—9 сезоны)
- Наталья Фоменко — Тамара Степановна Шубина, судья (5—8 сезоны)
- Юрий Дормидонтов — Александр Аркадьевич, главный редактор газеты «Мир криминала» (6—7, 10 сезоны)
- Александр Блок (✝️) — Вадим Романович Бугров, начальник отдела ОРБ России (7—8 сезоны)
- Владислав Резник — Святослав Андреевич Голованов, заместитель прокурора России по Санкт-Петербургу (7 сезон) / Игорь Гришунов (19 сезон) / Виталий Соловков (23 сезон)
- Олег Попов — Михаил Андреевич Кравец, начальник СУ СК России по Центральному району Санкт-Петербурга (8 сезон)
- Валентин Кузнецов — Авдеев, оперуполномоченный (9—12 сезоны)
- Виталий Куликов — Анатолий Грачёв, киллер (8 сезон) / Василий Кудашов (19 сезон)
- Николай Харитонов (✝️) — Пронько (Василич), лейтенант полиции; дежурный УМВД России по Заневскому району Санкт-Петербурга (12—17 сезоны)
- Александр Клемантович — Виктор Тихонович, начальник УМВД России по Центральному району Санкт-Петербурга (13, 15 сезоны)
- Светлана Смирнова-Кацагаджиева — соседка (5 сезон) / Анастасия Валерьевна Журина (7 сезон)

## Список сезонов
| Сезон                                   | Фильмов | Серий | Период трансляции |
| --------------------------------------- | ------- | ----- | ----------------- |
| «Тайны следствия 1»                     | 6       | 16    | 2000—2001         |
| «Тайны следствия 2»                     | 6       | 12    | 2003              |
| «Тайны следствия 3»                     | 6       | 12    | 2004              |
| «Тайны следствия 4»                     | 6       | 12    | 2005              |
| «Тайны следствия 5»                     | 6       | 12    | 2006              |
| «Тайны следствия 6»                     | 6       | 12    | 2006              |
| «Тайны следствия 7»                     | 6       | 12    | 2008              |
| «Тайны следствия 8»                     | 6       | 12    | 2009              |
| «Тайны следствия 9»                     | 12      | 24    | 2011              |
| «Тайны следствия 10»                    | 12      | 24    | 2011              |
| «Тайны следствия 11»                    | 6       | 12    | 2012              |
| «Тайны следствия 12»                    | 6       | 12    | 2013              |
| «Тайны следствия 13»                    | 10      | 20    | 2013              |
| «Тайны следствия 14»                    | 8       | 16    | 2014              |
| «Тайны следствия 15»                    | 8       | 16    | 2015              |
| «Тайны следствия 16»                    | 10      | 20    | 2016              |
| «Тайны следствия 17»                    | 12      | 24    | 2017              |
| «Тайны следствия 18»                    | 12      | 24    | 2018              |
| «Тайны следствия 19»                    | 12      | 24    | 2019              |
| спин-офф «Тайны следствия. Прошлый век» | 1       | 4     | 2019              |
| «Тайны следствия 20»                    | 12      | 24    | 2020              |
| «Тайны следствия 21»                    | 12      | 24    | 2021—2022         |
| «Тайны следствия 22»                    | 8       | 16    | 2022              |
| «Тайны следствия 23»                    | 8       | 16    | 2023              |
| «Тайны следствия 24»                    | 8       | 16    | 2024              |

## Эпизоды
| «Тайны следствия 1» (2000—2001) | «Тайны следствия 1» (2000—2001) | «Тайны следствия 1» (2000—2001) |             |
| № в сериале                     | № в сезоне                      | Название фильма                 | Дата выхода |
| ------------------------------- | ------------------------------- | ------------------------------- | ----------- |
| 1 (1—4)                         | 1                               | «Мягкая лапа смерти»            | 1.11.2001   |
| 1 (1—4)                         | 2                               | «Мягкая лапа смерти»            | 2.11.2001   |
| 1 (1—4)                         | 3                               | «Мягкая лапа смерти»            | 3.11.2001   |
| 1 (1—4)                         | 4                               | «Мягкая лапа смерти»            | 4.11.2001   |
| 2 (5—8)                         | 5                               | «Гроб на две персоны»           | 1.09.2000   |
| 2 (5—8)                         | 6                               | «Гроб на две персоны»           | 1.09.2000   |
| 2 (5—8)                         | 7                               | «Гроб на две персоны»           | 2.09.2000   |
| 2 (5—8)                         | 8                               | «Гроб на две персоны»           | 3.09.2000   |
| 3 (9—10)                        | 9                               | «Странности Алисы»              | 8.11.2001   |
| 3 (9—10)                        | 10                              | «Странности Алисы»              | 9.11.2001   |
| 4 (11—12)                       | 11                              | «Женские слёзы»                 | 10.11.2001  |
| 4 (11—12)                       | 12                              | «Женские слёзы»                 | 11.11.2001  |
| 5 (13—14)                       | 13                              | «Чужой крест»                   | 11.11.2001  |
| 5 (13—14)                       | 14                              | «Чужой крест»                   | 12.11.2001  |
| 6 (15—16)                       | 15                              | «Практикантка»                  | 13.11.2001  |
| 6 (15—16)                       | 16                              | «Практикантка»                  | 14.11.2001  |

| «Тайны следствия 2» (2002) | «Тайны следствия 2» (2002) | «Тайны следствия 2» (2002) |             |
| № в сериале                | № в сезоне                 | Название фильма            | Дата выхода |
| -------------------------- | -------------------------- | -------------------------- | ----------- |
| 7 (17—18)                  | 1                          | «Заказчик»                 | 5.03.2003   |
| 7 (17—18)                  | 2                          | «Заказчик»                 | 6.03.2003   |
| 8 (19—20)                  | 3                          | «Суббота, 15 часов»        | 11.03.2003  |
| 8 (19—20)                  | 4                          | «Суббота, 15 часов»        | 12.03.2003  |
| 9 (21—22)                  | 5                          | «Падение»                  | 13.03.2003  |
| 9 (21—22)                  | 6                          | «Падение»                  | 17.03.2003  |
| 10 (23—24)                 | 7                          | «Марионетки»               | 18.03.2003  |
| 10 (23—24)                 | 8                          | «Марионетки»               | 19.03.2003  |
| 11 (25—26)                 | 9                          | «Роль жертвы»              | 20.03.2003  |
| 11 (25—26)                 | 10                         | «Роль жертвы»              | 24.03.2003  |
| 12 (27—28)                 | 11                         | «Чёрный бог»               | 25.03.2003  |
| 12 (27—28)                 | 12                         | «Чёрный бог»               | 26.03.2003  |

| «Тайны следствия 3» (2003) | «Тайны следствия 3» (2003) | «Тайны следствия 3» (2003) |             |
| № в сериале                | № в сезоне                 | Название фильма            | Дата выхода |
| -------------------------- | -------------------------- | -------------------------- | ----------- |
| 13 (29—30)                 | 1                          | «Заложники»                | 1.03.2004   |
| 13 (29—30)                 | 2                          | «Заложники»                | 2.03.2004   |
| 14 (31—32)                 | 3                          | «Третий лишний»            | 3.03.2004   |
| 14 (31—32)                 | 4                          | «Третий лишний»            | 4.03.2004   |
| 15 (33—34)                 | 5                          | «Исчезновение»             | 9.03.2004   |
| 15 (33—34)                 | 6                          | «Исчезновение»             | 10.03.2004  |
| 16 (35—36)                 | 7                          | «Бумажная работа»          | 11.03.2004  |
| 16 (35—36)                 | 8                          | «Бумажная работа»          | 12.03.2004  |
| 17 (37—38)                 | 9                          | «Овечья шкура»             | 15.03.2004  |
| 17 (37—38)                 | 10                         | «Овечья шкура»             | 16.03.2004  |
| 18 (39—40)                 | 11                         | «Покушение»                | 17.03.2004  |
| 18 (39—40)                 | 12                         | «Покушение»                | 18.03.2004  |

| «Тайны следствия 4» (2004) | «Тайны следствия 4» (2004) | «Тайны следствия 4» (2004)    |             |
| № в сериале                | № в сезоне                 | Название фильма               | Дата выхода |
| -------------------------- | -------------------------- | ----------------------------- | ----------- |
| 19 (41—42)                 | 1                          | «Истинные ценности»           | 14.03.2005  |
| 19 (41—42)                 | 2                          | «Истинные ценности»           | 15.03.2005  |
| 20 (43—44)                 | 3                          | «Операция „Доктор“»           | 16.03.2005  |
| 20 (43—44)                 | 4                          | «Операция „Доктор“»           | 17.03.2005  |
| 21 (45—46)                 | 5                          | «Работа над ошибками»         | 21.03.2005  |
| 21 (45—46)                 | 6                          | «Работа над ошибками»         | 22.03.2005  |
| 22 (47—48)                 | 7                          | «Поедем, красотка, кататься…» | 23.03.2005  |
| 22 (47—48)                 | 8                          | «Поедем, красотка, кататься…» | 24.03.2005  |
| 23 (49—50)                 | 9                          | «История болезни»             | 28.03.2005  |
| 23 (49—50)                 | 10                         | «История болезни»             | 29.03.2005  |
| 24 (51—52)                 | 11                         | «Выбор оружия»                | 30.03.2005  |
| 24 (51—52)                 | 12                         | «Выбор оружия»                | 31.03.2005  |

| «Тайны следствия 5» (2005) | «Тайны следствия 5» (2005) | «Тайны следствия 5» (2005) |             |
| № в сериале                | № в сезоне                 | Название фильма            | Дата выхода |
| -------------------------- | -------------------------- | -------------------------- | ----------- |
| 25 (53—54)                 | 1                          | «Поклонники»               | 24.04.2006  |
| 25 (53—54)                 | 2                          | «Поклонники»               | 25.04.2006  |
| 26 (55—56)                 | 3                          | «Кто есть кто»             | 26.04.2006  |
| 26 (55—56)                 | 4                          | «Кто есть кто»             | 27.04.2006  |
| 27 (57—58)                 | 5                          | «Фотограф»                 | 2.05.2006   |
| 27 (57—58)                 | 6                          | «Фотограф»                 | 3.05.2006   |
| 28 (59—60)                 | 7                          | «Приличные люди»           | 4.05.2006   |
| 28 (59—60)                 | 8                          | «Приличные люди»           | 5.05.2006   |
| 29 (61—62)                 | 9                          | «Смерть за кадром»         | 10.05.2006  |
| 29 (61—62)                 | 10                         | «Смерть за кадром»         | 10.05.2006  |
| 30 (63—64)                 | 11                         | «Вопросы воспитания»       | 11.05.2006  |
| 30 (63—64)                 | 12                         | «Вопросы воспитания»       | 11.05.2006  |

| «Тайны следствия 6» (2006) | «Тайны следствия 6» (2006) | «Тайны следствия 6» (2006) |             |
| № в сериале                | № в сезоне                 | Название фильма            | Дата выхода |
| -------------------------- | -------------------------- | -------------------------- | ----------- |
| 31 (65—66)                 | 1                          | «Личный состав»            | 20.12.2006  |
| 31 (65—66)                 | 2                          | «Личный состав»            | 20.12.2006  |
| 32 (67—68)                 | 3                          | «Весёлый слоник»           | 21.12.2006  |
| 32 (67—68)                 | 4                          | «Весёлый слоник»           | 21.12.2006  |
| 33 (69—70)                 | 5                          | «Звуки музыки»             | 25.12.2006  |
| 33 (69—70)                 | 6                          | «Звуки музыки»             | 25.12.2006  |
| 34 (71—72)                 | 7                          | «Защита свидетеля»         | 26.12.2006  |
| 34 (71—72)                 | 8                          | «Защита свидетеля»         | 26.12.2006  |
| 35 (73—74)                 | 9                          | «Срок давности»            | 27.12.2006  |
| 35 (73—74)                 | 10                         | «Срок давности»            | 27.12.2006  |
| 36 (75—76)                 | 11                         | «Вызов»                    | 28.12.2006  |
| 36 (75—76)                 | 12                         | «Вызов»                    | 28.12.2006  |

| «Тайны следствия 7» (2007) | «Тайны следствия 7» (2007) | «Тайны следствия 7» (2007) |             |
| № в сериале                | № в сезоне                 | Название фильма            | Дата выхода |
| -------------------------- | -------------------------- | -------------------------- | ----------- |
| 37 (77—78)                 | 1                          | «Чёрная магия»             | 26.03.2008  |
| 37 (77—78)                 | 2                          | «Чёрная магия»             | 26.03.2008  |
| 38 (79—80)                 | 3                          | «Дорогой подарок»          | 27.03.2008  |
| 38 (79—80)                 | 4                          | «Дорогой подарок»          | 27.03.2008  |
| 39 (81—82)                 | 5                          | «Лучший способ защиты»     | 31.03.2008  |
| 39 (81—82)                 | 6                          | «Лучший способ защиты»     | 31.03.2008  |
| 40 (83—84)                 | 7                          | «Родственные узы»          | 1.04.2008   |
| 40 (83—84)                 | 8                          | «Родственные узы»          | 1.04.2008   |
| 41 (85—86)                 | 9                          | «Домой»                    | 2.04.2008   |
| 41 (85—86)                 | 10                         | «Домой»                    | 2.04.2008   |
| 42 (87—88)                 | 11                         | «Три дня»                  | 3.04.2008   |
| 42 (87—88)                 | 12                         | «Три дня»                  | 3.04.2008   |

| «Тайны следствия 8» (2009) | «Тайны следствия 8» (2009) | «Тайны следствия 8» (2009) |             |
| № в сериале                | № в сезоне                 | Название фильма            | Дата выхода |
| -------------------------- | -------------------------- | -------------------------- | ----------- |
| 43 (89—90)                 | 1                          | «Превышение власти»        | 16.04.2009  |
| 43 (89—90)                 | 2                          | «Превышение власти»        | 16.04.2009  |
| 44 (91—92)                 | 3                          | «Семейное дело»            | 17.04.2009  |
| 44 (91—92)                 | 4                          | «Семейное дело»            | 17.04.2009  |
| 45 (93—94)                 | 5                          | «Встать, суд идёт!»        | 20.04.2009  |
| 45 (93—94)                 | 6                          | «Встать, суд идёт!»        | 20.04.2009  |
| 46 (95—96)                 | 7                          | «Коллекционеры»            | 21.04.2009  |
| 46 (95—96)                 | 8                          | «Коллекционеры»            | 21.04.2009  |
| 47 (97—98)                 | 9                          | «Группа риска»             | 22.04.2009  |
| 47 (97—98)                 | 10                         | «Группа риска»             | 22.04.2009  |
| 48 (99—100)                | 11                         | «Явка с повинной»          | 23.04.2009  |
| 48 (99—100)                | 12                         | «Явка с повинной»          | 23.04.2009  |

| «Тайны следствия 9» (2011) | «Тайны следствия 9» (2011) | «Тайны следствия 9» (2011)          |             |
| № в сериале                | № в сезоне                 | Название фильма                     | Дата выхода |
| -------------------------- | -------------------------- | ----------------------------------- | ----------- |
| 49 (101—102)               | 1                          | «Защита Полежаева»                  | 24.10.2011  |
| 49 (101—102)               | 2                          | «Защита Полежаева»                  | 24.10.2011  |
| 50 (103—104)               | 3                          | «Смерть для служебного пользования» | 24.10.2011  |
| 50 (103—104)               | 4                          | «Смерть для служебного пользования» | 25.10.2011  |
| 51 (105—106)               | 5                          | «Миллионер в трущобах»              | 25.10.2011  |
| 51 (105—106)               | 6                          | «Миллионер в трущобах»              | 25.10.2011  |
| 52 (107—108)               | 7                          | «Треугольник ненависти»             | 26.10.2011  |
| 52 (107—108)               | 8                          | «Треугольник ненависти»             | 26.10.2011  |
| 53 (109—110)               | 9                          | «Товар-деньги-товар»                | 27.10.2011  |
| 53 (109—110)               | 10                         | «Товар-деньги-товар»                | 27.10.2011  |
| 54 (111—112)               | 11                         | «Попутчик»                          | 31.10.2011  |
| 54 (111—112)               | 12                         | «Попутчик»                          | 31.10.2011  |
| 55 (113—114)               | 13                         | «Дед Мороз в гневе»                 | 31.10.2011  |
| 55 (113—114)               | 14                         | «Дед Мороз в гневе»                 | 1.11.2011   |
| 56 (115—116)               | 15                         | «Кровь и кетчуп»                    | 1.11.2011   |
| 56 (115—116)               | 16                         | «Кровь и кетчуп»                    | 1.11.2011   |
| 57 (117—118)               | 17                         | «Гибельный код»                     | 2.11.2011   |
| 57 (117—118)               | 18                         | «Гибельный код»                     | 2.11.2011   |
| 58 (119—120)               | 19                         | «Чистосердечное признание»          | 3.11.2011   |
| 58 (119—120)               | 20                         | «Чистосердечное признание»          | 3.11.2011   |
| 59 (121—122)               | 21                         | «Семейные ценности»                 | 7.11.2011   |
| 59 (121—122)               | 22                         | «Семейные ценности»                 | 7.11.2011   |
| 60 (123—124)               | 23                         | «Шесть миллионов свидетелей»        | 8.11.2011   |
| 60 (123—124)               | 24                         | «Шесть миллионов свидетелей»        | 8.11.2011   |

| «Тайны следствия 10» (2011) | «Тайны следствия 10» (2011) | «Тайны следствия 10» (2011)          |             |
| № в сериале                 | № в сезоне                  | Название фильма                      | Дата выхода |
| --------------------------- | --------------------------- | ------------------------------------ | ----------- |
| 61 (125—126)                | 1                           | «Горячие следы»                      | 9.11.2011   |
| 61 (125—126)                | 2                           | «Горячие следы»                      | 9.11.2011   |
| 62 (127—128)                | 3                           | «Чужая дверь»                        | 10.11.2011  |
| 62 (127—128)                | 4                           | «Чужая дверь»                        | 10.11.2011  |
| 63 (129—130)                | 5                           | «Перевёрнутая Дженни»                | 14.11.2011  |
| 63 (129—130)                | 6                           | «Перевёрнутая Дженни»                | 14.11.2011  |
| 64 (131—132)                | 7                           | «Чёрная метка»                       | 15.11.2011  |
| 64 (131—132)                | 8                           | «Чёрная метка»                       | 15.11.2011  |
| 65 (133—134)                | 9                           | «Воровская кровь»                    | 16.11.2011  |
| 65 (133—134)                | 10                          | «Воровская кровь»                    | 16.11.2011  |
| 66 (135—136)                | 11                          | «Кровь за кровь»                     | 17.11.2011  |
| 66 (135—136)                | 12                          | «Кровь за кровь»                     | 17.11.2011  |
| 67 (137—138)                | 13                          | «Подозреваемый джип»                 | 21.11.2011  |
| 67 (137—138)                | 14                          | «Подозреваемый джип»                 | 21.11.2011  |
| 68 (139—140)                | 15                          | «Любовь к деньгам с первого взгляда» | 22.11.2011  |
| 68 (139—140)                | 16                          | «Любовь к деньгам с первого взгляда» | 22.11.2011  |
| 69 (141—142)                | 17                          | «Кто старое помянет»                 | 23.11.2011  |
| 69 (141—142)                | 18                          | «Кто старое помянет»                 | 23.11.2011  |
| 70 (143—144)                | 19                          | «Гоп-стоп»                           | 24.11.2011  |
| 70 (143—144)                | 20                          | «Гоп-стоп»                           | 24.11.2011  |
| 71 (145—146)                | 21                          | «Не сидите на столе»                 | 28.11.2011  |
| 71 (145—146)                | 22                          | «Не сидите на столе»                 | 28.11.2011  |
| 72 (147—148)                | 23                          | «Золотое дело»                       | 29.11.2011  |
| 72 (147—148)                | 24                          | «Золотое дело»                       | 29.11.2011  |

| «Тайны следствия 11» (2012) | «Тайны следствия 11» (2012) | «Тайны следствия 11» (2012) |             |
| № в сериале                 | № в сезоне                  | Название фильма             | Дата выхода |
| --------------------------- | --------------------------- | --------------------------- | ----------- |
| 73 (149—150)                | 1                           | «Переходящее пиво»          | 2.05.2012   |
| 73 (149—150)                | 2                           | «Переходящее пиво»          | 2.05.2012   |
| 74 (151—152)                | 3                           | «Последние часы»            | 3.05.2012   |
| 74 (151—152)                | 4                           | «Последние часы»            | 3.05.2012   |
| 75 (153—154)                | 5                           | «Сила звука»                | 4.05.2012   |
| 75 (153—154)                | 6                           | «Сила звука»                | 4.05.2012   |
| 76 (155—156)                | 7                           | «Маэстро»                   | 10.05.2012  |
| 76 (155—156)                | 8                           | «Маэстро»                   | 10.05.2012  |
| 77 (157—158)                | 9                           | «Треугольная история»       | 11.05.2012  |
| 77 (157—158)                | 10                          | «Треугольная история»       | 11.05.2012  |
| 78 (159—160)                | 11                          | «Велосипедист на том свете» | 12.05.2012  |
| 78 (159—160)                | 12                          | «Велосипедист на том свете» | 12.05.2012  |

| «Тайны следствия 12» (2012) | «Тайны следствия 12» (2012) | «Тайны следствия 12» (2012) |             |
| № в сериале                 | № в сезоне                  | Название фильма             | Дата выхода |
| --------------------------- | --------------------------- | --------------------------- | ----------- |
| 79 (161—162)                | 1                           | «Лишний»                    | 4.02.2013   |
| 79 (161—162)                | 2                           | «Лишний»                    | 4.02.2013   |
| 80 (163—164)                | 3                           | «Нелюдь»                    | 5.02.2013   |
| 80 (163—164)                | 4                           | «Нелюдь»                    | 5.02.2013   |
| 81 (165—166)                | 5                           | «Четыре женщины»            | 6.02.2013   |
| 81 (165—166)                | 6                           | «Четыре женщины»            | 6.02.2013   |
| 82 (167—168)                | 7                           | «Родительский день»         | 7.02.2013   |
| 82 (167—168)                | 8                           | «Родительский день»         | 7.02.2013   |
| 83 (169—170)                | 9                           | «Реликт»                    | 11.02.2013  |
| 83 (169—170)                | 10                          | «Реликт»                    | 11.02.2013  |
| 84 (171—172)                | 11                          | «Панацея»\|                 | 12.02.2013  |
| 84 (171—172)                | 12                          | «Панацея»\|                 | 12.02.2013  |

| «Тайны следствия 13» (2013) | «Тайны следствия 13» (2013) | «Тайны следствия 13» (2013) |             |
| № в сериале                 | № в сезоне                  | Название фильма             | Дата выхода |
| --------------------------- | --------------------------- | --------------------------- | ----------- |
| 85 (173—174)                | 1                           | «Извозчик»                  | 16.12.2013  |
| 85 (173—174)                | 2                           | «Извозчик»                  | 16.12.2013  |
| 86 (175—176)                | 3                           | «Злая любовь»               | 16.12.2013  |
| 86 (175—176)                | 4                           | «Злая любовь»               | 16.12.2013  |
| 87 (177—178)                | 5                           | «Маньяк»                    | 17.12.2013  |
| 87 (177—178)                | 6                           | «Маньяк»                    | 17.12.2013  |
| 88 (179—180)                | 7                           | «Дурные деньги»             | 17.12.2013  |
| 88 (179—180)                | 8                           | «Дурные деньги»             | 18.12.2013  |
| 89 (181—182)                | 9                           | «Секретный объект»          | 18.12.2013  |
| 89 (181—182)                | 10                          | «Секретный объект»          | 18.12.2013  |
| 90 (183—184)                | 11                          | «Авария»                    | 19.12.2013  |
| 90 (183—184)                | 12                          | «Авария»                    | 19.12.2013  |
| 91 (185—186)                | 13                          | «Ледовый месяц»             | 23.12.2013  |
| 91 (185—186)                | 14                          | «Ледовый месяц»             | 23.12.2013  |
| 92 (187—188)                | 15                          | «Семья без урода»           | 24.12.2013  |
| 92 (187—188)                | 16                          | «Семья без урода»           | 24.12.2013  |
| 93 (189—190)                | 17                          | «Маракасы»                  | 25.12.2013  |
| 93 (189—190)                | 18                          | «Маракасы»                  | 25.12.2013  |
| 94 (191—192)                | 19                          | «Дорогая жена»              | 26.12.2013  |
| 94 (191—192)                | 20                          | «Дорогая жена»              | 26.12.2013  |

| «Тайны следствия 14» (2014) | «Тайны следствия 14» (2014) | «Тайны следствия 14» (2014) |             |
| № в сериале                 | № в сезоне                  | Название фильма             | Дата выхода |
| --------------------------- | --------------------------- | --------------------------- | ----------- |
| 95 (193—194)                | 1                           | «Оторва»                    | 15.12.2014  |
| 95 (193—194)                | 2                           | «Оторва»                    | 15.12.2014  |
| 96 (195—196)                | 3                           | «Компромат»                 | 15.12.2014  |
| 96 (195—196)                | 4                           | «Компромат»                 | 15.12.2014  |
| 97 (197—198)                | 5                           | «Сердечная недостаточность» | 16.12.2014  |
| 97 (197—198)                | 6                           | «Сердечная недостаточность» | 16.12.2014  |
| 98 (199—200)                | 7                           | «Лишние люди»               | 16.12.2014  |
| 98 (199—200)                | 8                           | «Лишние люди»               | 16.12.2014  |
| 99 (201—202)                | 9                           | «Парик»                     | 17.12.2014  |
| 99 (201—202)                | 10                          | «Парик»                     | 17.12.2014  |
| 100 (203—204)               | 11                          | «Добрый человек»            | 17.12.2014  |
| 100 (203—204)               | 12                          | «Добрый человек»            | 17.12.2014  |
| 101 (205—206)               | 13                          | «Бодяга»                    | 18.12.2014  |
| 101 (205—206)               | 14                          | «Бодяга»                    | 18.12.2014  |
| 102 (207—208)               | 15                          | «Доставка»                  | 18.12.2014  |
| 102 (207—208)               | 16                          | «Доставка»                  | 18.12.2014  |

| «Тайны следствия 15» (2015) | «Тайны следствия 15» (2015) | «Тайны следствия 15» (2015) | «Тайны следствия 15» (2015) |  |
| № в сериале                 | № в сезоне                  | Название фильма             | Описание                    |  |
| --------------------------- | --------------------------- | --------------------------- | --------------------------- |  |
| 103 (209—210)               | 1                           | «С чистого листа»           | 14.12.2015                  |  |
| 103 (209—210)               | 2                           | «С чистого листа»           | 14.12.2015                  |  |
| 104 (211—212)               | 3                           | «Мальчик со скрипкой»       | 14.12.2015                  |  |
| 104 (211—212)               | 4                           | «Мальчик со скрипкой»       | 15.12.2015                  |  |
| 105 (213—214)               | 5                           | «Верное средство»           | 15.12.2015                  |  |
| 105 (213—214)               | 6                           | «Верное средство»           | 15.12.2015                  |  |
| 106 (215—216)               | 7                           | «Короткое замыкание»        | 16.12.2015                  |  |
| 106 (215—216)               | 8                           | «Короткое замыкание»        | 16.12.2015                  |  |
| 107 (217—218)               | 9                           | «Луна в скорпионе»          | 17.12.2015                  |  |
| 107 (217—218)               | 10                          | «Луна в скорпионе»          | 17.12.2015                  |  |
| 108 (219—220)               | 11                          | «Должник»                   | 21.12.2015                  |  |
| 108 (219—220)               | 12                          | «Должник»                   | 21.12.2015                  |  |
| 109 (221—222)               | 13                          | «Маска смерти»              | 21.12.2015                  |  |
| 109 (221—222)               | 14                          | «Маска смерти»              | 22.12.2015                  |  |
| 110 (223—224)               | 15                          | «Смешанные чувства»         | 22.12.2015                  |  |
| 110 (223—224)               | 16                          | «Смешанные чувства»         | 22.12.2015                  |  |

| «Тайны следствия 16» (2016) | «Тайны следствия 16» (2016) | «Тайны следствия 16» (2016)     |             |
| № в сериале                 | № в сезоне                  | Название фильма                 | Дата выхода |
| --------------------------- | --------------------------- | ------------------------------- | ----------- |
| 111 (225—226)               | 1                           | «Чёрный список»                 | 5.12.2016   |
| 111 (225—226)               | 2                           | «Чёрный список»                 | 5.12.2016   |
| 112 (227—228)               | 3                           | «Заколдованный круг»            | 6.12.2016   |
| 112 (227—228)               | 4                           | «Заколдованный круг»            | 6.12.2016   |
| 113 (229—230)               | 5                           | «Любовь должна быть счастливой» | 7.12.2016   |
| 113 (229—230)               | 6                           | «Любовь должна быть счастливой» | 7.12.2016   |
| 114 (231—232)               | 7                           | «Тень из прошлого»              | 8.12.2016   |
| 114 (231—232)               | 8                           | «Тень из прошлого»              | 8.12.2016   |
| 115 (233—234)               | 9                           | «Личные интересы»               | 8.12.2016   |
| 115 (233—234)               | 10                          | «Личные интересы»               | 26.12.2016  |
| 116 (235—236)               | 11                          | «Смерть поэта»                  | 27.12.2016  |
| 116 (235—236)               | 12                          | «Смерть поэта»                  | 27.12.2016  |
| 117 (237—238)               | 13                          | «Последний вызов»               | 28.12.2016  |
| 117 (237—238)               | 14                          | «Последний вызов»               | 28.12.2016  |
| 118 (239—240)               | 15                          | «Ближний круг»                  | 29.12.2016  |
| 118 (239—240)               | 16                          | «Ближний круг»                  | 29.12.2016  |
| 119 (241—242)               | 17                          | «Решала»                        | 30.12.2016  |
| 119 (241—242)               | 18                          | «Решала»                        | 30.12.2016  |
| 120 (243—244)               | 19                          | «Отец»                          | 30.12.2016  |
| 120 (243—244)               | 20                          | «Отец»                          | 30.12.2016  |

| «Тайны следствия 17» (2017) | «Тайны следствия 17» (2017) | «Тайны следствия 17» (2017) | «Тайны следствия 17» (2017) |  |
| --------------------------- | --------------------------- | --------------------------- | --------------------------- |  |
| № в сериале                 | № в сезоне                  | Название фильма             | Дата выхода                 |  |
| 121 (245—246)               | 1                           | «Кошки-мышки»               | 11.12.2017                  |  |
| 121 (245—246)               | 2                           | «Кошки-мышки»               | 11.12.2017                  |  |
| 122 (247—248)               | 3                           | «Бессонница»                | 12.12.2017                  |  |
| 122 (247—248)               | 4                           | «Бессонница»                | 12.12.2017                  |  |
| 123 (249—250)               | 5                           | «Без срока давности»        | 13.12.2017                  |  |
| 123 (249—250)               | 6                           | «Без срока давности»        | 13.12.2017                  |  |
| 124 (251—252)               | 7                           | «Условный рефлекс»          | 14.12.2017                  |  |
| 124 (251—252)               | 8                           | «Условный рефлекс»          | 14.12.2017                  |  |
| 125 (253—254)               | 9                           | «Каприз»                    | 18.12.2017                  |  |
| 125 (253—254)               | 10                          | «Каприз»                    | 18.12.2017                  |  |
| 126 (255—256)               | 11                          | «Достойный представитель»   | 19.12.2017                  |  |
| 126 (255—256)               | 12                          | «Достойный представитель»   | 19.12.2017                  |  |
| 127 (257—258)               | 13                          | «Конечная остановка»        | 20.12.2017                  |  |
| 127 (257—258)               | 14                          | «Конечная остановка»        | 20.12.2017                  |  |
| 128 (259—260)               | 15                          | «Женщина для двоих»         | 21.12.2017                  |  |
| 128 (259—260)               | 16                          | «Женщина для двоих»         | 21.12.2017                  |  |
| 129 (261—262)               | 17                          | «Явный мотив»               | 25.12.2017                  |  |
| 129 (261—262)               | 18                          | «Явный мотив»               | 25.12.2017                  |  |
| 130 (263—264)               | 19                          | «Семейная сцена»            | 26.12.2017                  |  |
| 130 (263—264)               | 20                          | «Семейная сцена»            | 26.12.2017                  |  |
| 131 (265—266)               | 21                          | «Случай на пробежке»        | 27.12.2017                  |  |
| 131 (265—266)               | 22                          | «Случай на пробежке»        | 27.12.2017                  |  |
| 132 (267—268)               | 23                          | «Вирус»                     | 28.12.2017                  |  |
| 132 (267—268)               | 24                          | «Вирус»                     | 28.12.2017                  |  |

| «Тайны следствия 18» (2018) | «Тайны следствия 18» (2018) | «Тайны следствия 18» (2018)        | «Тайны следствия 18» (2018) |  |
| № в сериале                 | № в сезоне                  | Название фильма                    | Дата выхода                 |  |
| --------------------------- | --------------------------- | ---------------------------------- | --------------------------- |  |
| 133 (269—270)               | 1                           | «Готовые убивать»                  | 17.12.2018                  |  |
| 133 (269—270)               | 2                           | «Готовые убивать»                  | 17.12.2018                  |  |
| 134 (271—272)               | 3                           | «Вечерние новости»                 | 18.12.2018                  |  |
| 134 (271—272)               | 4                           | «Вечерние новости»                 | 18.12.2018                  |  |
| 135 (273—274)               | 5                           | «След волка»                       | 19.12.2018                  |  |
| 135 (273—274)               | 6                           | «След волка»                       | 19.12.2018                  |  |
| 136 (275—276)               | 7                           | «Похищение невесты»                | 20.12.2018                  |  |
| 136 (275—276)               | 8                           | «Похищение невесты»                | 20.12.2018                  |  |
| 137 (277—278)               | 9                           | «Пробуждение дьявола»              | 21.12.2018                  |  |
| 137 (277—278)               | 10                          | «Пробуждение дьявола»              | 21.12.2018                  |  |
| 138 (279—280)               | 11                          | «Автопортрет художника Арнольдова» | 24.12.2018                  |  |
| 138 (279—280)               | 12                          | «Автопортрет художника Арнольдова» | 24.12.2018                  |  |
| 139 (281—282)               | 13                          | «Настоящая любовь»                 | 25.12.2018                  |  |
| 139 (281—282)               | 14                          | «Настоящая любовь»                 | 25.12.2018                  |  |
| 140 (283—284)               | 15                          | «Божий одуванчик»                  | 26.12.2018                  |  |
| 140 (283—284)               | 16                          | «Божий одуванчик»                  | 26.12.2018                  |  |
| 141 (285—286)               | 17                          | «Сезон охоты»                      | 27.12.2018                  |  |
| 141 (285—286)               | 18                          | «Сезон охоты»                      | 27.12.2018                  |  |
| 142 (287—288)               | 19                          | «Линия смерти»                     | 28.12.2018                  |  |
| 142 (287—288)               | 20                          | «Линия смерти»                     | 28.12.2018                  |  |
| 143 (289—290)               | 21                          | «Визит призрака»                   | 29.12.2018                  |  |
| 143 (289—290)               | 22                          | «Визит призрака»                   | 29.12.2018                  |  |
| 144 (291—292)               | 23                          | «Закон стаи»                       | 29.12.2018                  |  |
| 144 (291—292)               | 24                          | «Закон стаи»                       | 29.12.2018                  |  |

| «Тайны следствия 19» (2019) | «Тайны следствия 19» (2019) | «Тайны следствия 19» (2019)     | «Тайны следствия 19» (2019) |  |
| № в сериале                 | № в сезоне                  | Название фильма                 | Дата выхода                 |  |
| --------------------------- | --------------------------- | ------------------------------- | --------------------------- |  |
| 145 (293—294)               | 1                           | «Нежный возраст»                | 9.12.2019                   |  |
| 145 (293—294)               | 2                           | «Нежный возраст»                | 9.12.2019                   |  |
| 146 (295—296)               | 3                           | «Око за око»                    | 10.12.2019                  |  |
| 146 (295—296)               | 4                           | «Око за око»                    | 10.12.2019                  |  |
| 147 (297—298)               | 5                           | «Приглашение в ад»              | 11.12.2019                  |  |
| 147 (297—298)               | 6                           | «Приглашение в ад»              | 11.12.2019                  |  |
| 148 (299—300)               | 7                           | «Без права на счастье»          | 12.12.2019                  |  |
| 148 (299—300)               | 8                           | «Без права на счастье»          | 12.12.2019                  |  |
| 149 (301—302)               | 9                           | «Последний бой»                 | 16.12.2019                  |  |
| 149 (301—302)               | 10                          | «Последний бой»                 | 16.12.2019                  |  |
| 150 (303—304)               | 11                          | «В ногу со временем»            | 17.12.2019                  |  |
| 150 (303—304)               | 12                          | «В ногу со временем»            | 17.12.2019                  |  |
| 151 (305—306)               | 13                          | «Под толщей воды»               | 18.12.2019                  |  |
| 151 (305—306)               | 14                          | «Под толщей воды»               | 18.12.2019                  |  |
| 152 (307—308)               | 15                          | «Слепая месть»                  | 19.12.2019                  |  |
| 152 (307—308)               | 16                          | «Слепая месть»                  | 19.12.2019                  |  |
| 153 (309—310)               | 17                          | «Белые ночи»                    | 23.12.2019                  |  |
| 153 (309—310)               | 18                          | «Белые ночи»                    | 23.12.2019                  |  |
| 154 (311—312)               | 19                          | «Клиническая ложь»              | 24.12.2019                  |  |
| 154 (311—312)               | 20                          | «Клиническая ложь»              | 24.12.2019                  |  |
| 155 (313—314)               | 21                          | «В рамках проверки установлено» | 25.12.2019                  |  |
| 155 (313—314)               | 22                          | «В рамках проверки установлено» | 25.12.2019                  |  |
| 156 (315—316)               | 23                          | «Дополнительная опция»          | 26.12.2019                  |  |
| 156 (315—316)               | 24                          | «Дополнительная опция»          | 26.12.2019                  |  |

| «Тайны следствия. Прошлый век» (2019) | «Тайны следствия. Прошлый век» (2019) | «Тайны следствия. Прошлый век» (2019) |             |
| № в сериале                           | № в сезоне                            | Название фильма                       | Дата выхода |
| ------------------------------------- | ------------------------------------- | ------------------------------------- | ----------- |
| —                                     | —                                     | «Тайны следствия. Прошлый век»        | 30.12.2019  |

| «Тайны следствия 20» (2020) | «Тайны следствия 20» (2020) | «Тайны следствия 20» (2020) |             |
| № в сериале                 | № в сезоне                  | Название фильма             | Дата выхода |
| --------------------------- | --------------------------- | --------------------------- | ----------- |
| 157 (317—318)               | 1                           | «Московские гости»          | 14.12.2020  |
| 157 (317—318)               | 2                           | «Московские гости»          | 14.12.2020  |
| 158 (319—320)               | 3                           | «Шиномонтаж»                | 15.12.2020  |
| 158 (319—320)               | 4                           | «Шиномонтаж»                | 15.12.2020  |
| 159 (321—322)               | 5                           | «Смерть по расчёту»         | 16.12.2020  |
| 159 (321—322)               | 6                           | «Смерть по расчёту»         | 16.12.2020  |
| 160 (323—324)               | 7                           | «Счастливы вместе»          | 17.12.2020  |
| 160 (323—324)               | 8                           | «Счастливы вместе»          | 17.12.2020  |
| 161 (325—326)               | 9                           | «Ритуальная жертва»         | 21.12.2020  |
| 161 (325—326)               | 10                          | «Ритуальная жертва»         | 21.12.2020  |
| 162 (327—328)               | 11                          | «Попытка к бегству»         | 22.12.2020  |
| 162 (327—328)               | 12                          | «Попытка к бегству»         | 22.12.2020  |
| 163 (329—330)               | 13                          | «Тройной прыжок»            | 23.12.2020  |
| 163 (329—330)               | 14                          | «Тройной прыжок»            | 23.12.2020  |
| 164 (331—332)               | 15                          | «Дом с привидениями»        | 24.12.2020  |
| 164 (331—332)               | 16                          | «Дом с привидениями»        | 24.12.2020  |
| 165 (333—334)               | 17                          | «Доброе утро, страна»       | 25.12.2020  |
| 165 (333—334)               | 18                          | «Доброе утро, страна»       | 25.12.2020  |
| 166 (335—336)               | 19                          | «Тайный пациент»            | 28.12.2020  |
| 166 (335—336)               | 20                          | «Тайный пациент»            | 28.12.2020  |
| 167 (337—338)               | 21                          | «Последний праздник»        | 29.12.2020  |
| 167 (337—338)               | 22                          | «Последний праздник»        | 29.12.2020  |
| 168 (339—340)               | 23                          | «Незваный труп»             | 30.12.2020  |
| 168 (339—340)               | 24                          | «Незваный труп»             | 30.12.2020  |

| «Тайны следствия 21» (2021) | «Тайны следствия 21» (2021) | «Тайны следствия 21» (2021)            |             |
| --------------------------- | --------------------------- | -------------------------------------- | ----------- |
| № в сериале                 | № в сезоне                  | Название фильма                        | Дата выхода |
| 169 (341—342)               | 1                           | «Из личной неприязни»                  | 13.12.2021  |
| 169 (341—342)               | 2                           | «Из личной неприязни»                  | 13.12.2021  |
| 170 (343—344)               | 3                           | «По ту сторону льда»                   | 14.12.2021  |
| 170 (343—344)               | 4                           | «По ту сторону льда»                   | 14.12.2021  |
| 171 (345—346)               | 5                           | «Охота»                                | 15.12.2021  |
| 171 (345—346)               | 6                           | «Охота»                                | 15.12.2021  |
| 172 (347—348)               | 7                           | «Цена свободы»                         | 16.12.2021  |
| 172 (347—348)               | 8                           | «Цена свободы»                         | 16.12.2021  |
| 173 (349—350)               | 9                           | «Наследство»                           | 20.12.2021  |
| 173 (349—350)               | 10                          | «Наследство»                           | 20.12.2021  |
| 174 (351—352)               | 11                          | «Старые связи»                         | 21.12.2021  |
| 174 (351—352)               | 12                          | «Старые связи»                         | 21.12.2021  |
| 175 (353—354)               | 13                          | «Хитрец»                               | 22.12.2021  |
| 175 (353—354)               | 14                          | «Хитрец»                               | 22.12.2021  |
| 176 (355—356)               | 15                          | «Пустота»                              | 23.12.2021  |
| 176 (355—356)               | 16                          | «Пустота»                              | 23.12.2021  |
| 177 (357—358)               | 17                          | «Кукловод»                             | 28.11.2022  |
| 177 (357—358)               | 18                          | «Кукловод»                             | 28.11.2022  |
| 178 (359—360)               | 19                          | «Человек из ниоткуда»                  | 29.11.2022  |
| 178 (359—360)               | 20                          | «Человек из ниоткуда»                  | 29.11.2022  |
| 179 (361—362)               | 21                          | «Насыщенная жизнь студентки Королёвой» | 30.11.2022  |
| 179 (361—362)               | 22                          | «Насыщенная жизнь студентки Королёвой» | 30.11.2022  |
| 180 (363—364)               | 23                          | «Чужое счастье»                        | 01.12.2022  |
| 180 (363—364)               | 24                          | «Чужое счастье»                        | 01.12.2022  |

| «Тайны следствия 22» (2022) | «Тайны следствия 22» (2022) | «Тайны следствия 22» (2022) |             |
| --------------------------- | --------------------------- | --------------------------- | ----------- |
| № в сериале                 | № в сезоне                  | Название фильма             | Дата выхода |
| 181 (365—366)               | 1                           | «Зелье»                     | 05.12.2022  |
| 181 (365—366)               | 2                           | «Зелье»                     | 05.12.2022  |
| 182 (367—368)               | 3                           | «Сердечная недостаточность» | 06.12.2022  |
| 182 (367—368)               | 4                           | «Сердечная недостаточность» | 06.12.2022  |
| 183 (369—370)               | 5                           | «Лёгкая добыча»             | 07.12.2022  |
| 183 (369—370)               | 6                           | «Лёгкая добыча»             | 07.12.2022  |
| 184 (371—372)               | 7                           | «Звёздная пыль»             | 08.12.2022  |
| 184 (371—372)               | 8                           | «Звёздная пыль»             | 08.12.2022  |
| 185 (373—374)               | 9                           | «Сезон охоты»               | 12.12.2022  |
| 185 (373—374)               | 10                          | «Сезон охоты»               | 12.12.2022  |
| 186 (375—376)               | 11                          | «Бумажная пуля»             | 13.12.2022  |
| 186 (375—376)               | 12                          | «Бумажная пуля»             | 13.12.2022  |
| 187 (377—378)               | 13                          | «Чёрная месса»              | 14.12.2022  |
| 187 (377—378)               | 14                          | «Чёрная месса»              | 14.12.2022  |
| 188 (379—380)               | 15                          | «Напарник»                  | 15.12.2022  |
| 188 (379—380)               | 16                          | «Напарник»                  | 15.12.2022  |

| «Тайны следствия 23» (2023) | «Тайны следствия 23» (2023) | «Тайны следствия 23» (2023) |             |
| --------------------------- | --------------------------- | --------------------------- | ----------- |
| № в сериале                 | № в сезоне                  | Название фильма             | Дата выхода |
| 189 (381—382)               | 1                           | «Чудовище и чудовище»       | 18.12.2023  |
| 189 (381—382)               | 2                           | «Чудовище и чудовище»       | 18.12.2023  |
| 190 (383—384)               | 3                           | «Срок годности»             | 19.12.2023  |
| 190 (383—384)               | 4                           | «Срок годности»             | 19.12.2023  |
| 191 (385—386)               | 5                           | «Билет в кино»              | 20.12.2023  |
| 191 (385—386)               | 6                           | «Билет в кино»              | 20.12.2023  |
| 192 (387—388)               | 7                           | «Клятва»                    | 21.12.2023  |
| 192 (387—388)               | 8                           | «Клятва»                    | 21.12.2023  |
| 193 (389—390)               | 9                           | «Мастер на все руки»        | 25.12.2023  |
| 193 (389—390)               | 10                          | «Мастер на все руки»        | 25.12.2023  |
| 194 (391—392)               | 11                          | «Между строк»               | 26.12.2023  |
| 194 (391—392)               | 12                          | «Между строк»               | 26.12.2023  |
| 195 (393—394)               | 13                          | «Старая схема»              | 27.12.2023  |
| 195 (393—394)               | 14                          | «Старая схема»              | 27.12.2023  |
| 196 (395—396)               | 15                          | «"Филадельфия" за полцены»  | 28.12.2023  |
| 196 (395—396)               | 16                          | «"Филадельфия" за полцены»  | 28.12.2023  |

| «Тайны следствия 24» (2024) | «Тайны следствия 24» (2024) | «Тайны следствия 24» (2024) |             |
| --------------------------- | --------------------------- | --------------------------- | ----------- |
| № в сериале                 | № в сезоне                  | Название фильма             | Дата выхода |
| 197 (397—398)               | 1                           | «Братья по крови»           | 09.12.2024  |
| 197 (397—398)               | 2                           | «Братья по крови»           | 09.12.2024  |
| 198 (399—400)               | 3                           | «Смертельный сюрприз»       | 10.12.2024  |
| 198 (399—400)               | 4                           | «Смертельный сюрприз»       | 10.12.2024  |
| 199 (401—402)               | 5                           | «Такой вот шоу-бизнес»      | 11.12.2024  |
| 199 (401—402)               | 6                           | «Такой вот шоу-бизнес»      | 11.12.2024  |
| 200 (403—404)               | 7                           | «Вторая жизнь»              | 12.12.2024  |
| 200 (403—404)               | 8                           | «Вторая жизнь»              | 12.12.2024  |
| 201 (405—406)               | 9                           | «Семейные тайны»            | 16.12.2024  |
| 201 (405—406)               | 10                          | «Семейные тайны»            | 16.12.2024  |
| 202 (407—408)               | 11                          | «Тихий омут»                | 17.12.2024  |
| 202 (407—408)               | 12                          | «Тихий омут»                | 17.12.2024  |
| 203 (409—410)               | 13                          | «Лёгкие деньги»             | 18.12.2024  |
| 203 (409—410)               | 14                          | «Лёгкие деньги»             | 18.12.2024  |
| 204 (411—412)               | 15                          | «Роковая ошибка»            | 19.12.2024  |
| 204 (411—412)               | 16                          | «Роковая ошибка»            | 19.12.2024  |

## Игры на основе сериала
21 ноября 2016 года игровое подразделение «Интерактивные истории» медиахолдинга «ВГТРК» запустила мобильную игру-головоломку с механикой «три в ряд» «Тайны следствия» по мотивам сериала. В октябре 2017 года студия «Интерактивные истории» выпустила ещё одну остросюжетную детективную игру «Тайны следствия» по мотивам сериала для пользователей социальных сетей, в которой игроки получат возможность стать профессиональными следователями и раскрывать преступления, основанные на реальных уголовных делах.

## Награды
- 2004 — актриса Анна Ковальчук удостоена приза «За воплощение образа положительного героя» на VI Московском международном фестивале детективных фильмов и телепрограмм правоохранительной тематики «Закон и общество» (ныне — «ДетективФЕСТ») — за исполнение главной роли Марии Сергеевны Швецовой в телесериале «Тайны следствия».
- 2005 — актриса Анна Ковальчук удостоена приза «За лучшую женскую роль в сериале» на XIII фестивале «Виват, кино России!» в Санкт-Петербурге (2 мая 2005 года) — за исполнение главной роли Марии Сергеевны Швецовой в телесериале «Тайны следствия»[7][8].
- 2016 — телесериал «Тайны следствия — 15» (Россия, 2015 год, производитель — «Форвард-фильм», канал вещания — «Россия-1») стал лауреатом российской национальной телевизионной премии «ТЭФИ» в категории «Дневной эфир» в номинации «Дневной телевизионный сериал» (28 июня 2016 года)[9][10].
- 2017 — медалями «За содействие» Следственного комитета Российской Федерации 1 сентября 2017 года награждены Елена Топильская, Анна Ковальчук, Александр Новиков, Инна Шлионская, Игорь Николаев, Егор Баринов, Игорь Григорьев и Андрей Каморин — за ценный вклад в формирование подлинного образа ответственного и профессионального следователя в телесериале «Тайны следствия»[11].